# Хотон-Нуур
Хотон-Нуур (монг. Хотон нуур) — пресноводное озеро в аймаке Баян-Улгий, Монголия.
Лежит в горах Монгольского Алтая на высоте 2083,6 м над уровнем моря. На западном берегу произрастают лиственничные леса. В озеро впадают две реки, берущие своё начало с ледников горного массива Таван-Богдо-Ула. Протокой Сыргаль озеро соединено с озером Хурган-Нуур, из которого берёт своё начало река Ховд. Озеро богато рыбой.
В озере есть остров площадью 0,5 км², покрытый лесом.
Хотон-Нуур расположено на территории национального парка Алтай-Таван-Богд и в настоящее время является объектом активного туризма.